# NEW GAME! (アニメ)
『NEW GAME!』（ニューゲーム）は、得能正太郎による同名の漫画を原作とした日本のテレビアニメ。AT-X・TOKYO MXほかにて第1期が2016年7月から9月まで放送された。第2期『NEW GAME!!』は2017年7月から9月まで放送された。

## 登場人物
- 涼風青葉 - 高田憂希[2]
- 八神コウ - 日笠陽子[2]
- 遠山りん - 茅野愛衣[2]
- 滝本ひふみ - 山口愛[2]
- 篠田はじめ - 戸田めぐみ[2]
- 飯島ゆん - 竹尾歩美[2]
- 桜ねね - 朝日奈丸佳[2]
- 阿波根うみこ - 森永千才[2]
- 葉月しずく - 喜多村英梨[2]
- 望月紅葉 - 鈴木亜理沙[2]
- 鳴海ツバメ - 大和田仁美[2]
- 星川ほたる - 石見舞菜香[2]
- 大和・クリスティーナ・和子 - 名塚佳織[2]

## スタッフ
| 原作                 | 得能正太郎（芳文社 「まんがタイムきららキャラット」連載）                                |
| 監督                 | 藤原佳幸                                                                                 |
| 副監督               | 竹下良平（第1期）                                                                        |
| シリーズ構成         | 志茂文彦                                                                                 |
| キャラクターデザイン | 菊池愛                                                                                   |
| プロップデザイン     | 中島絵理、松本恵（第2期）                                                                |
| メインアニメーター   | 山野雅明、山崎淳（第2期）                                                                |
| 美術監督・美術設定   | 鈴木俊輔                                                                                 |
| 色彩設計             | 石黒けい、伊藤裕香（第2期）                                                              |
| 撮影監督             | 桒野貴文                                                                                 |
| 編集                 | 平木大輔                                                                                 |
| 音響監督             | 土屋雅紀                                                                                 |
| 音響効果             | 小山恭正                                                                                 |
| 音響制作             | デルファイサウンド                                                                       |
| 音楽                 | 百石元                                                                                   |
| 音楽プロデューサー   | 若林豪                                                                                   |
| 音楽制作             | KADOKAWA                                                                                 |
| プロデューサー       | 田中翔、小林宏之、金庭こず恵、 鎌田肇、礒谷徳知、新井恵介、 木村真二郎、松澤博、渡辺章仁 |
| 制作プロデューサー   | 鎌田肇                                                                                   |
| アニメーション制作   | 動画工房                                                                                 |
| 製作                 | NEW GAME!製作委員会（第1期） NEW GAME!!製作委員会（第2期）                               |

## 製作・プロモーション
テレビアニメ化の発表は2015年10月28日発売の『まんがタイムきららキャラット』12月号にて行われた。2016年3月27日にはAnimeJapan 2016「NEW GAME!」のステージにてキャストや主要スタッフが発表された。監督は藤原佳幸、シリーズ構成は志茂文彦、キャラクターデザインは菊池愛など、2014年に放送した『未確認で進行形』の一部スタッフが名を連ねている。原作者である得能も、脚本のチェックやブラッシュアップのための会議や声優の選考にも参加したほか、第9話では初めて脚本の執筆にも関わった。得能によれば、こうした経験が原作に逆輸入され、登場人物の掘り下げなどに反映されたこともあったという。
2017年2月に行われたイベント『「NEW GAME!」ファン感謝イベント〜Next Level〜』にて、第2期の制作が発表された。2017年6月29日にAbemaTVにて第2期第1話の先行上映会が行われた。

## 作風

### テレビアニメ第1期『NEW GAME!』
第1期では原作単行本第1巻から第2巻の終わり（原作#25話）までの内容が、おおむね原作に沿った形で映像化された。ただし、原作では第2巻#25話（アニメ第12話相当）から青葉たちのチームの上司として登場した葉月しずくが、アニメでは第1期第1話から主要登場人物に加わるといった変更も行われたほか、アニメで初登場した葉月の飼い猫のもずくが、アニメの放送期間中に出版された原作の連載にも登場するという逆移入も行われている。原作第2巻の最後は劇中ゲーム『フェアリーズストーリー3』の完成を祝う祝賀会までの出来事を描いており（「あらすじ」も参照）、主人公の存在がきっかけで上司の八神コウが過去の挫折を乗り越えるという、新章への導入を前にした節目となるエピソードでもあった。
第1期第9話は原作者の脚本によるアニメオリジナルエピソードで、シリーズ構成を担当する志茂文彦からの申し出という形で実現した。青葉の高校時代を描いた第5巻「THE SPINOFF!」の内容にも触れつつ、原作では良いオチが思いつかずに没になったエピソードを元にしたサービス回という位置づけになっている。厳密には全編が完全なオリジナルではなく、原作単行本から4コマ1本分の内容が引用されており、具体的にはCパートの内容の一部には原作#20話の一場面が反映されている。
第1期第11話は、ゲームソフトの展示会を描いた原作#20話が映像化され、劇中で主要登場人物たちが苦労して作り上げてきた劇中ゲームソフト『フェアリーズストーリー3』が完成して日の目を見るというエピソードとなっており、本編の冒頭でも通常のオープニングに代わって劇中ゲームソフトのオープニングムービーが流れる構成となっている。ムービーは本格的な映像として見せることが意図され、この回限りの主題歌が使用された。映像に登場する劇中ゲームキャラクターのデザインは、総作画監督の岡勇一が担当している。また、現実の東京ゲームショウ2016が開催される週に放送されたが、原作者の得能はこれは意図したものではなく偶然の一致であるとしている。
第1期全巻購入特典のOVAは原作第3巻#28話「社員旅行前編」、#29話「社員旅行後編」の映像化となっている。

### テレビアニメ第2期『NEW GAME!!』
第2期では原作単行本第3巻（原作#26話）、第4巻、および放送時点での最新刊である第6巻末（原作#64話）までの内容が、原作の時系列を入れ替えつつ映像化された。第2期最終話のラストシーンは放送時点で未単行本化の、『まんがタイムきららキャラット』2017年9月号（2017年7月28日発売、原作#66話）のエピソードの一部が使われており、テレビアニメ版が原作の連載に追いつく形でラストを迎えている。原作者の得能はテレビアニメ版第2期のため、第1期放送終了直後の2016年10月の段階までに第6巻末までのプロットと台詞を完成させ、2016年12月までにネーム段階までの作業を終えており、原作とテレビアニメ版の展開を同期させることが試みられている。
監督の藤原は、テレビアニメ版第2期のエピソードに当たる原作第3巻以降の展開を「スポ根」のようであると評しており、テレビアニメ版でも仕事にまつわる登場人物たちの想いの交錯や、成長への欲求、仕事を通じて汗や涙を流しながら成長していく様子、深まっていく関係性を丁寧に描くことを重視したとしている。

## 反響・評価
テレビアニメ第1期の放送が始まると、ゲーム制作に奔走する登場人物たちの日常や作中で使用された印象的な楽曲が人気を呼び、アニメ！アニメ！が実施した読者アンケート「2016年夏アニメで素晴らしかった作品は？」では1位を、アキバ総研が実施した投票企画「夢中になりました！ 2016夏アニメ満足度人気投票」では第3位をそれぞれ獲得した。
篠田はじめ役を務めた声優・戸田めぐみは上述のイベントでの2期発表の際には「会場内で大きな反応を貰い、本当にありがたかった。Twitterでもトレンドとなり、沢山の方が心の底から（2期を）求めていたことを実感した。」とアニメイトタイムズのインタビューで振り返っている。
ライターのまにょは本作について「もちろん実際の現場と比べればそれなりに脚色はあるだろうが、社会人の登場人物たちが真摯に仕事に取り組んで、悩みつつも成長していく様が描かれている。それを見ていると、『明日から自分も仕事をがんばろう』と、背中を押されるような気持ちになる。」とリアルサウンドのコラムで述べている。

## 主題歌
本作のメインキャラクターである、涼風青葉（高田憂希）、滝本ひふみ（山口愛）、篠田はじめ（戸田めぐみ）、飯島ゆん（竹尾歩美）によるユニットfourfolium（フォーフォリウム）が主題歌を歌っている。ユニット名の「fourfolium」は、数字の4を意味する英語のfourとシャジクソウ属の植物（シロツメクサなど）の学名であるラテン語のTrifoliumをかばん語にして、四つ葉のクローバーの意味を持たせた造語で、本作の公式サイトにて公募のうえで決定された。

### 第1期
「SAKURAスキップ」
fourfoliumによるオープニングテーマ。作詞はKOCHO、作曲・編曲は奥井康介。
「祈りの羽」
enによる第11話限定のオープニングテーマ。作詞は紘瀬さやか、作曲は加藤賢二。
劇中ゲームソフト『フェアリーズストーリー3』オープニングテーマという体裁の曲。
「Now Loading!!!!」
fourfoliumによるエンディングテーマ。作詞は烏屋茶房、作曲は和田たけあき、編曲はやしきん。
「CONTINUE...?」
涼風青葉（高田憂希）による挿入歌。作詞・作曲・編曲はヒゲドライバー。
第3話のクライマックスで、青葉がねねからの電話で村人（A）の設定について語っているうちに、自分の与えられた仕事の意義に気付く場面で流れる。

### 第2期
「STEP by STEP UP↑↑↑↑」
fourfoliumオープニングテーマ。作詞は烏屋茶房、篠崎あやと、作曲は篠崎あやと、ヒゲドライバー、編曲は篠崎あやと。
「JUMPin' JUMP UP!!!!」
fourfoliumによる第2話から第6話までのエンディングテーマ。作詞は烏屋茶房、作曲・編曲はeba。
「ユメイロコンパス」
fourfoliumによる第7話から第12話までのエンディングテーマ。作詞はKOCHO、作曲・編曲は奥井康介。

## 各話リスト
エピソードの順序は原作とテレビアニメ版で差異がある。各話サブタイトルは原作でのサブタイトルと異なっており、エピソード中の登場人物の台詞から取られている。
| 話数   | サブタイトル                                | 脚本       | 絵コンテ            | 演出           | 作画監督                                                                                    | 総作画監督                 |
| 第1期  | 第1期                                       | 第1期      | 第1期               | 第1期          | 第1期                                                                                       | 第1期                      |
| ------ | ------------------------------------------- | ---------- | ------------------- | -------------- | ------------------------------------------------------------------------------------------- | -------------------------- |
| 第1話  | なんだかホントに入社した気分です！          | 志茂文彦   | 藤原佳幸            | 藤原佳幸       | 山野雅明                                                                                    | 菊池愛                     |
| 第2話  | これが大人の飲み会……                        | 志茂文彦   | 竹下良平            | 竹下良平       | 海保仁美 高柳久美子 藤原奈津子                                                              | 菊永千里                   |
| 第3話  | 遅刻したらどうなるんだろう                  | 藤原佳幸   | 博多正寿            | 原口浩         | 天﨑まなむ 久保茉莉子 中川洋未 武藤幹 佐藤このみ                                            | 岡勇一                     |
| 第4話  | 初めてのお給料…！                           | 永井真吾   | 上坪亮樹            | 上坪亮樹       | 山野雅明 市原圭子 三島千枝                                                                  | 天﨑まなむ 岡勇一          |
| 第5話  | そんなに泊まり込むんですか？                | 藤原佳幸   | 原口浩              | 寒川歩         | 山中いづみ 朱原デーナ 岡本恵里香 和田清美                                                   | 菊池愛                     |
| 第6話  | 発売……中止とか？                            | 山田由香   | 竹下良平            | 竹下良平       | 中川洋未 藤原奈津子 岡郁美 佐藤このみ 本多みゆき 池田広明 冨田泰弘 寿門堂                   | 天﨑まなむ                 |
| 第7話  | 新人の教育はしっかりしてください            | 志茂文彦   | サトウシンジ        | 原口浩         | 渡邊祐記 久保茉莉子 中野裕紀                                                                | 岡勇一                     |
| 第8話  | 夏休みだぁああ!!                            | 永井真吾   | おざわかずひろ      | 野木森達也     | 海保仁美 金璐浩 菅原美智代 吉村恵                                                           | 菊永千里                   |
| 第9話  | 出勤しちゃいけないんですか？                | 得能正太郎 | 博多正寿            | 守田芸成       | 山野雅明 三島千枝 市原圭子 高柳久美子 藤原奈津子 立口徳孝                                   | 菊池愛 天﨑まなむ 岡勇一   |
| 第10話 | 正社員ってお給料を安くするための法の抜け穴… | 山田由香   | 上坪亮樹            | 上坪亮樹       | 仁井学 中野裕紀 藤原奈津子 山野雅明 中川洋未 岡郁美                                         | 天﨑まなむ 岡勇一 菊池愛   |
| 第11話 | リーク画像が昨日、ネットに出てましたよ！    | 永井真吾   | 原口浩              | 原口浩         | 久保茉莉子 藤原奈津子 奥田陽介 板倉健 澤田謙治 中川洋未 高柳久美子 三島千枝                 | 岡勇一 天﨑まなむ 菊池愛   |
| 第12話 | ひとつ夢が叶いました！                      | 志茂文彦   | 藤原佳幸            | 藤原佳幸       | 菊池愛 岡勇一 天﨑まなむ 山野雅明 久保茉莉子 藤原奈津子 高柳久美子 中川洋未 武藤幹 渡邉祐記 | -                          |
| OVA    | 私、社員旅行って初めてなので…               | 山田由香   | 平牧大輔            | 平牧大輔       | 山野雅明 天﨑まなむ 久保茉莉子 橋口隼人                                                     | 菊池愛                     |
| 第2期  |                                             |            |                     |                |                                                                                             |                            |
| 第1話  | 恥ずかしいところを見られてしまいました……    | 志茂文彦   | 木村泰大            | 木村泰大       | 久保茉莉子 山崎淳                                                                           | 菊池愛                     |
| 第2話  | これじゃあただのコスプレだにゃー！          | 藤原佳幸   | しまづあきとし      | 藤原佳幸       | 武藤幹 一ノ瀬結梨 北村晋哉 板倉健 海保仁美 山野雅明                                         | 木野下澄江                 |
| 第3話  | ……うー、恥ずかしい！                        | 永井真吾   | 藤原佳幸            | 山﨑みつえ     | 小倉寛之 三島千枝 上野卓志                                                                  | 天﨑まなむ                 |
| 第4話  | この…にぶちんめ！                           | 山田由香   | しまづあきとし      | 藏本穂高       | 松井京介 小橋陽介 南伸一郎 はっとりますみ 服部憲知 重松しんいち 粟井重紀                    | 菊永千里                   |
| 第5話  | や、変なとこ触らないでよ！                  | 得能正太郎 | おざわかずひろ      | 守田芸成       | 久保茉莉子 天﨑まなむ 板倉健 海保仁美 谷口元浩 山崎淳                                       | 菊池愛                     |
| 第6話  | あぁ……すごいなあ……                          | 志茂文彦   | 山﨑みつえ          | 山﨑みつえ     | 板倉健 三島千枝 山野雅明 武藤幹 山崎淳 齊藤大輔 渡辺舞 山崎輝彦 吉村恵 手島行人             | 木野下澄江 山野雅明        |
| 第7話  | 凄く熱い視線を感じる                        | 藤原佳幸   | 塚田夏央            | 津田義三       | 北島勇樹 福島豊明 古徳真美 大森理恵                                                         | 天﨑まなむ                 |
| 第8話  | メイド喫茶がいいと言ったんだよ              | 永井真吾   | 伊藤良太            | 伊藤良太       | 久保茉莉子 鈴木彩乃 板倉健 山野雅明 吉村恵 山崎輝彦 武藤幹 熊谷勝弘 藤原奈津子              | 菊池愛                     |
| 第9話  | シャツくらい着なよ！                        | 永井真吾   | 山﨑みつえ 野呂純恵 | 野木森達哉     | 海保仁美 菅原美智代 上野沙弥佳 池添優子                                                     | 菊永千里                   |
| 第10話 | どんどんリアリティが薄くなっていくんだよ    | 山田由香   | おざわかずひろ      | ふじいたかふみ | 北島勇樹 寿夢龍 山﨑輝彦                                                                    | 木野下澄江 山野雅明 菊池愛 |
| 第11話 | 心になにか抱えてるのか                      | 山田由香   | 平牧大輔            | 平牧大輔       | 武藤幹 三島千枝 藤原奈津子                                                                  | 天﨑まなむ 山野雅明        |
| 第12話 | ぜひ買ってくださいね！                      | 志茂文彦   | 山﨑みつえ 藤原佳幸 | 藤原佳幸       | 板倉健 山崎淳 天﨑まなむ 木野下澄江 松井京介 三島千枝 武藤幹 菊永千里                       | 菊池愛                     |

## 放送局
| 放送期間               | 放送時間                     | 放送局     | 対象地域   | 備考                                       |
| ---------------------- | ---------------------------- | ---------- | ---------- | ------------------------------------------ |
| 2016年7月4日 - 9月19日 | 月曜 22:30 - 23:00           | AT-X       | 日本全域   | 製作委員会参加 / CS放送 / リピート放送あり |
| 2016年7月6日 - 9月21日 | 水曜 0:30 - 1:00（火曜深夜） | TOKYO MX   | 東京都     |                                            |
|                        | 水曜 1:35 - 2:05（火曜深夜） | テレビ愛知 | 愛知県     |                                            |
|                        | 水曜 2:30 - 3:00（火曜深夜） | 毎日放送   | 近畿広域圏 | 『アニメ特区』第1部                        |
| 2016年7月7日 - 9月22日 | 木曜 0:00 - 0:30（水曜深夜） | BS11       | 日本全域   | BS放送 / 『ANIME+』枠                      |

| 配信開始日    | 配信時間                     | 配信サイト |
| ------------- | ---------------------------- | --- |
| 2016年7月6日  | 水曜 23:00 - 23:30           | AbemaTV |
| 2016年7月9日  | 土曜 0:00 - 0:30（金曜深夜） | ニコニコ生放送 |
| 2016年7月13日 | 水曜更新                     | GYAO! フジテレビオンデマンド バンダイチャンネル 楽天ショウタイム Amazonビデオ hulu U-NEXT DMM.com J:COMオンデマンド ひかりTV ビデオパス ビデオマーケット PSストア HAPPY!動画 ムービーフルPLUS |
| 2016年7月14日 | 木曜 0:30（水曜深夜） 更新   | ニコニコチャンネル |

| 配信開始日             | 配信時間               | 配信サイト   | 対象地域 | 備考                      |
| ---------------------- | ---------------------- | ------------ | -------- | ------------------------- |
| 2017年7月4日 - 9月19日 | 月曜 22:00（CST） 更新 | ビリビリ動画 | 中国大陸 | 中国語（簡体字） 字幕あり |
|                        |                        | PPTV         | 中国大陸 | 中国語（簡体字） 字幕あり |
|                        |                        | Youku Tudou  | 中国大陸 | 中国語（簡体字） 字幕あり |
|                        |                        | iQIYI        | 中国大陸 | 中国語（簡体字） 字幕あり |
|                        |                        | iQIYI        | 台湾     | 中国語（繁体字） 字幕あり |

| 放送期間                | 放送時間                     | 放送局     | 対象地域   | 備考                      |
| ----------------------- | ---------------------------- | ---------- | ---------- | ------------------------- |
| 2017年7月11日 - 9月26日 | 火曜 21:30 - 22:00           | AT-X       | 日本全域   | CS放送 / リピート放送あり |
| 2017年7月12日 - 9月27日 | 水曜 0:30 - 1:00（火曜深夜） | TOKYO MX   | 東京都     |                           |
|                         | 水曜 1:35 - 2:05（火曜深夜） | テレビ愛知 | 愛知県     |                           |
|                         | 水曜 2:30 - 3:00（火曜深夜） | 毎日放送   | 近畿広域圏 | 『アニメ特区』第1部       |
| 2017年7月13日 - 9月28日 | 木曜 0:00 - 0:30（水曜深夜） | BS11       | 日本全域   | BS放送 / 『ANIME+』枠     |

| 配信開始日    | 配信時間           | 配信サイト |
| ------------- | ------------------ | --- |
| 2017年7月12日 | 水曜 23:00 - 23:30 | AbemaTV |
| 2017年7月19日 | 水曜 更新          | dアニメストア・ニコニコチャンネル・GYAO!・楽天TV ひかりTV・hulu・U-NEXT・アニメ放題 J:COMオンデマンド・ビデオパス・Amazonビデオ・FOD PSビデオ・DMM.com・ビデオマーケット・ムービーフルPlus HAPPY!動画 |

| 配信開始日   | 配信時間               | 配信サイト   | 対象地域 | 備考                      |
| ------------ | ---------------------- | ------------ | -------- | ------------------------- |
| 2017年7月4日 | 火曜 22:15（CST） 更新 | ビリビリ動画 | 中国大陸 | 中国語（簡体字） 字幕あり |
|              |                        | iQIYI        | 中国大陸 | 中国語（簡体字） 字幕あり |
|              |                        | iQIYI        | 台湾     | 中国語（繁体字） 字幕あり |

## 関連商品

### BD / DVD
| 巻  | 発売日         | 収録話             | 規格品番   | 規格品番   |
| 巻  | 発売日         | 収録話             | BD         | DVD        |
| --- | -------------- | ------------------ | ---------- | ---------- |
| 1   | 2016年9月28日  | 第1話 - 第2話      | ZMXZ-10831 | ZMBZ-10841 |
| 2   | 2016年10月26日 | 第3話 - 第4話      | ZMXZ-10832 | ZMBZ-10842 |
| 3   | 2016年11月25日 | 第5話 - 第6話      | ZMXZ-10833 | ZMBZ-10843 |
| 4   | 2016年12月21日 | 第7話 - 第8話      | ZMXZ-10834 | ZMBZ-10844 |
| 5   | 2017年1月25日  | 第9話 - 第10話     | ZMXZ-10835 | ZMBZ-10845 |
| 6   | 2017年2月24日  | 第11話 - 第12話    | ZMXZ-10836 | ZMBZ-10846 |
| BOX | 2021年2月24日  | 第1話 - 第12話 OVA | ZMAZ-14631 | -          |

| 巻  | 発売日         | 収録話          | 規格品番   | 規格品番   |
| 巻  | 発売日         | 収録話          | BD         | DVD        |
| --- | -------------- | --------------- | ---------- | ---------- |
| 1   | 2017年9月27日  | 第1話 - 第2話   | ZMXZ-11401 | ZMBZ-11411 |
| 2   | 2017年10月25日 | 第3話 - 第4話   | ZMXZ-11402 | ZMBZ-11412 |
| 3   | 2017年11月29日 | 第5話 - 第6話   | ZMXZ-11403 | ZMBZ-11413 |
| 4   | 2017年12月22日 | 第7話 - 第8話   | ZMXZ-11404 | ZMBZ-11414 |
| 5   | 2018年1月24日  | 第9話 - 第10話  | ZMXZ-11405 | ZMBZ-11415 |
| 6   | 2018年2月23日  | 第11話 - 第12話 | ZMXZ-11406 | ZMBZ-11416 |
| BOX | 2021年3月24日  | 第1話 - 第12話  | ZMAZ-14632 | -          |

### CD
| 発売日         | タイトル                                                                     | 規格品番   |
| -------------- | ---------------------------------------------------------------------------- | ---------- |
| 2016年6月22日  | TVアニメ「NEW GAME!」ドラマCD1                                               | MFCZ-1070  |
| 2016年7月27日  | SAKURAスキップ                                                               | ZMCZ-10785 |
| 2016年7月27日  | Now Loading!!!!                                                              | ZMCZ-10786 |
| 2016年9月28日  | TVアニメ「NEW GAME!」ドラマCD2                                               | MFCZ-1071  |
| 2016年11月25日 | TVアニメ「NEW GAME!」ドラマCD3                                               | MFCZ-1072  |
| 2017年2月8日   | TVアニメ「NEW GAME!」キャラクターソングミニアルバム「Now Singing♪♪♪♪」       | ZMCZ-10927 |
| 2017年2月22日  | ラジオCD「RADIO NEW GAME! コウとりんの進捗報告会」Vol.1                      | HBKM-0121  |
| 2017年7月26日  | STEP by STEP UP↑↑↑↑                                                          | ZMCZ-11295 |
| 2017年7月26日  | JUMPin' JUMP UP!!!!                                                          | ZMCZ-11296 |
| 2017年8月23日  | VOCAL STAGE 1                                                                | ZMCZ-11301 |
| 2017年8月23日  | VOCAL STAGE 2                                                                | ZMCZ-11302 |
| 2017年8月30日  | ラジオCD「RADIO NEW GAME! イーグルジャンプの進捗報告会」Vol.2                | HBKM-0122  |
| 2017年9月27日  | VOCAL STAGE 3                                                                | ZMCZ-11303 |
| 2017年9月27日  | VOCAL STAGE 4                                                                | ZMCZ-11304 |
| 2017年10月25日 | オリジナルサウンドトラック                                                   | ZMCZ-11624 |
| 2017年11月29日 | TVアニメ「NEW GAME!!」ドラマCD1                                              | MFCZ-1090  |
| 2018年1月24日  | TVアニメ「NEW GAME!!」キャラクターソングミニアルバム2「SINGin' SING UP♪♪♪♪」 | ZMCZ-11849 |
| 2018年2月21日  | TVアニメ「NEW GAME!!」ドラマCD2                                              | MFCZ-1091  |
| 2018年4月25日  | TVアニメ「NEW GAME!!」ドラマCD3                                              | MFCZ-1092  |

### 書籍
- 『NEW GAME! TVアニメオフィシャルガイド -完全攻略本- 』まんがタイムきらら（編）、得能正太郎（原作）、芳文社〈まんがタイムKRコミックス〉、2016年12月27日発売[37]、ISBN 978-4-8322-4790-1
- 『NEW GAME!! TVアニメオフィシャルガイド -完全攻略本II- 』まんがタイムきらら（編）、得能正太郎（原作）、芳文社〈まんがタイムKRコミックス〉、2017年12月27日発売[38]、ISBN 978-4-8322-4907-3

## Webラジオ
『RADIO NEW GAME! 〜コウとりんの進捗報告会！〜』のタイトルで、2016年7月5日より響 - HiBiKi Radio Station -にて配信された。隔週火曜日更新。パーソナリティは日笠陽子（八神コウ 役）と茅野愛衣（遠山りん 役）。2017年4月18日からは『RADIO NEW GAME! 〜イーグルジャンプの進捗報告会！〜』にリニューアルされ、イーグルジャンプの先輩と後輩が月替わりで番組を担当した。また、同年7月11日からは『RADIO NEW GAME! 〜あおっちとねねっちの進捗報告会！〜』に改め、高田憂希（涼風青葉 役）と朝日奈丸佳（桜ねね 役）がパーソナリティを担当した。同年10月31日にて番組終了。

### コウとりんの進捗報告会！
パーソナリティ
日笠陽子（八神コウ 役）、茅野愛衣（遠山りん 役）
ゲスト
- 第11・12回：高田憂希（涼風青葉 役）
- 第17・18回：喜多村英梨（葉月しずく 役）
- 第19・20回：戸田めぐみ（篠田はじめ 役）

コーナー
- ふつおた - 作品や番組への感想など、普通のお便りを紹介するコーナー。
- 今月のコンペ - 毎月お題を提示し、投稿された作品の中からNO.1を決めるコーナー。
- りんはなんでもお見通し！ - 仲良しなコウとりんのような関係を見習い、「こんな時どうする？」のようなお題に対して、日笠の回答を茅野が当てるコーナー。
- 先輩に話してみなさい！ - 後輩の相談に乗るコウとりんのように、リスナーの相談に乗るコーナー。どんな設定で相談に乗るかはくじで決める。

### イーグルジャンプの進捗報告会！
パーソナリティ
- 第1・2回：茅野愛衣（遠山りん 役）、竹尾歩美（飯島ゆん 役）、ゲスト：日笠陽子（八神コウ 役）
- 第3・4回：喜多村英梨（葉月しずく 役）、山口愛（滝本ひふみ 役）
- 第5・6回：日笠陽子（八神コウ 役）、高田憂希（涼風青葉 役）

### あおっちとねねっちの進捗報告会！
パーソナリティ
高田憂希（涼風青葉 役）、朝日奈丸佳（桜ねね 役）
ゲスト
- 第5・6回：鈴木亜理沙（望月紅葉 役）、大和田仁美（鳴海ツバメ 役）

コーナー
- 今月のコンペ - 毎月お題を提示し、投稿された作品の中からNO.1を決めるコーナー。
- イーグルジャンプからの課題 - 用意された課題に、2人で協力して挑戦するコーナー。
- ねねっち、そんなの常識だよ - 常識がなさそうなねねっちに、少しだけ社会人の先輩である青葉が常識クイズを出題するコーナー。
- 先輩の私に相談してみなさい - 2年目になった青葉が後輩の相談に乗るように、リスナーからの相談に乗るコーナー。

### ラジオCD
「RADIO NEW GAME! コウとりんの進捗報告会」Vol.1
2017年2月22日発売。CD2枚組。1枚目は高田憂希（涼風青葉 役）と朝日奈丸佳（桜ねね 役）による新規録り下ろし「あおっちとねねっちの進捗報告会」を、2枚目は通常配信回の第1回から第12回を収録。
「RADIO NEW GAME! イーグルジャンプの進捗報告会」Vol.2
2017年8月30日発売。CD2枚組。1枚目は朝日奈丸佳（桜ねね 役）と森永千才（阿波根うみこ 役）による新規録り下ろし「ねねっちとうみこの進捗報告会」を、2枚目は通常配信回の第13回から第26回を収録。